# Pols (anatomie)
De pols of carpus is het gewricht dat de hand met de arm verbindt.
De pols is een tweeassig eivormig gewricht, wat betekent dat het eigenlijk uit twee gewrichten bestaat. Enerzijds maakt de pols palmair- en dorsaalflexie mogelijk, en anderzijds radiaal- en ulnairabductie. Palmair is de buiging richting de handpalm, dorsaalflexie is de strekking richting de rug. Radiaalabductie is een beweging van de duim naar de pols, ulnairabductie een beweging van de pink naar de pols.
De naam van het lichaamsdeel pols is een verbastering van het Latijnse pulsus, dat op dezelfde stam teruggaat en in verband moet worden gebracht met de voelbare klopping van het bloed aldaar.
Omdat aan de binnenzijde de slagader die naar de hand leidt hier dicht aan de oppervlakte ligt, is de hartslag hier goed waarneembaar. Rond 325 v.Chr. ontdekte Praxagoras van Cos dat het opnemen van de polsslag een nuttig hulpmiddel was voor de diagnose van diverse ziekten.

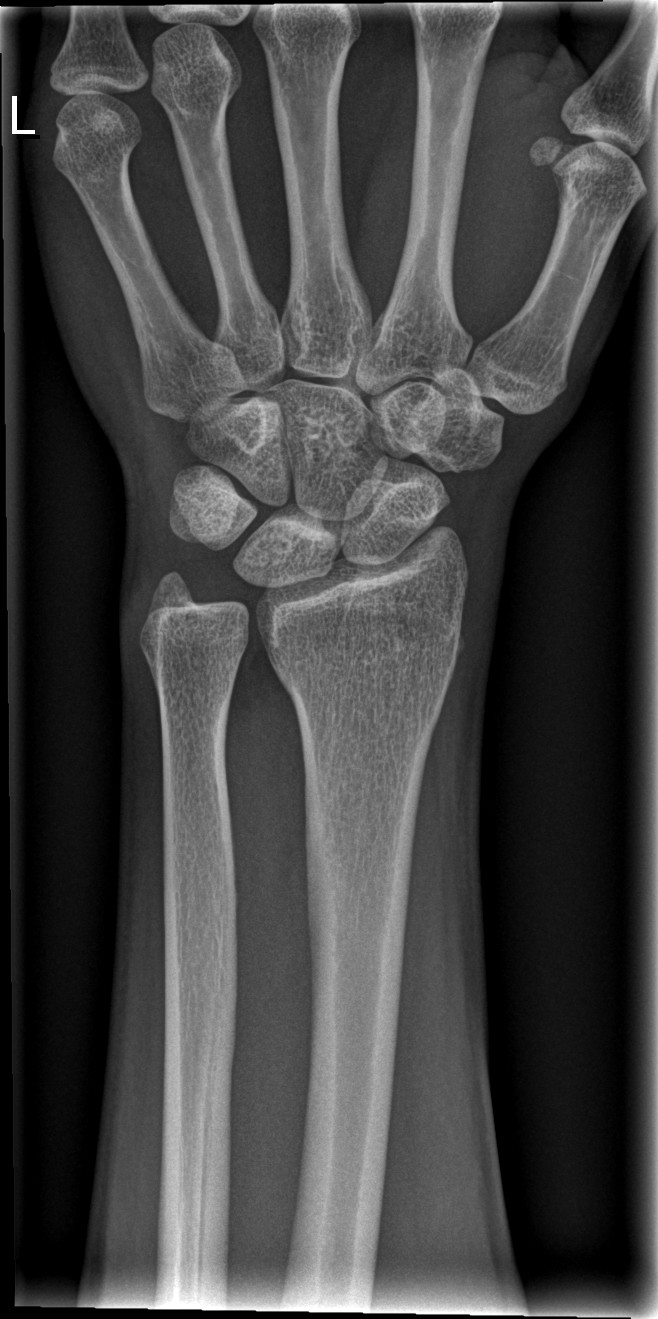
Röntgenfoto van een normale linkerpols